# Jesús Capitán
Jesús Capitán Prado (Camas, 26. ožujka 1977.) poznatiji kao Capi, je španjolski umirovljeni nogometaš .

## Karijera
Capi je potekao iz omladinske škole Real Betisa. Nakon nekoliko posudbi vraća se 2000. godine natrag u Betis gdje je već godinama standardni prvotimac.
Capi je tokođer bivši španjolski reprezentativac do 21 godine. Svoj debi u seniorskoj reprezentaciji ima u ožujku 2002. godine protiv Nizozemske. Ušao je na toj utakmici kao zamjena za Fernanda Hierra. Poslije toga imao je još tri nastupa za španjolsku nogometnu reprezentaciju.

## Vanjske poveznice
- Real Betis službene stranice
- Profil igrača na UEFA.com
- Neslužbena stranica igrača  Arhivirana inačica izvorne stranice od 1. lipnja 2007. (Wayback Machine)